# Coelum (1931)

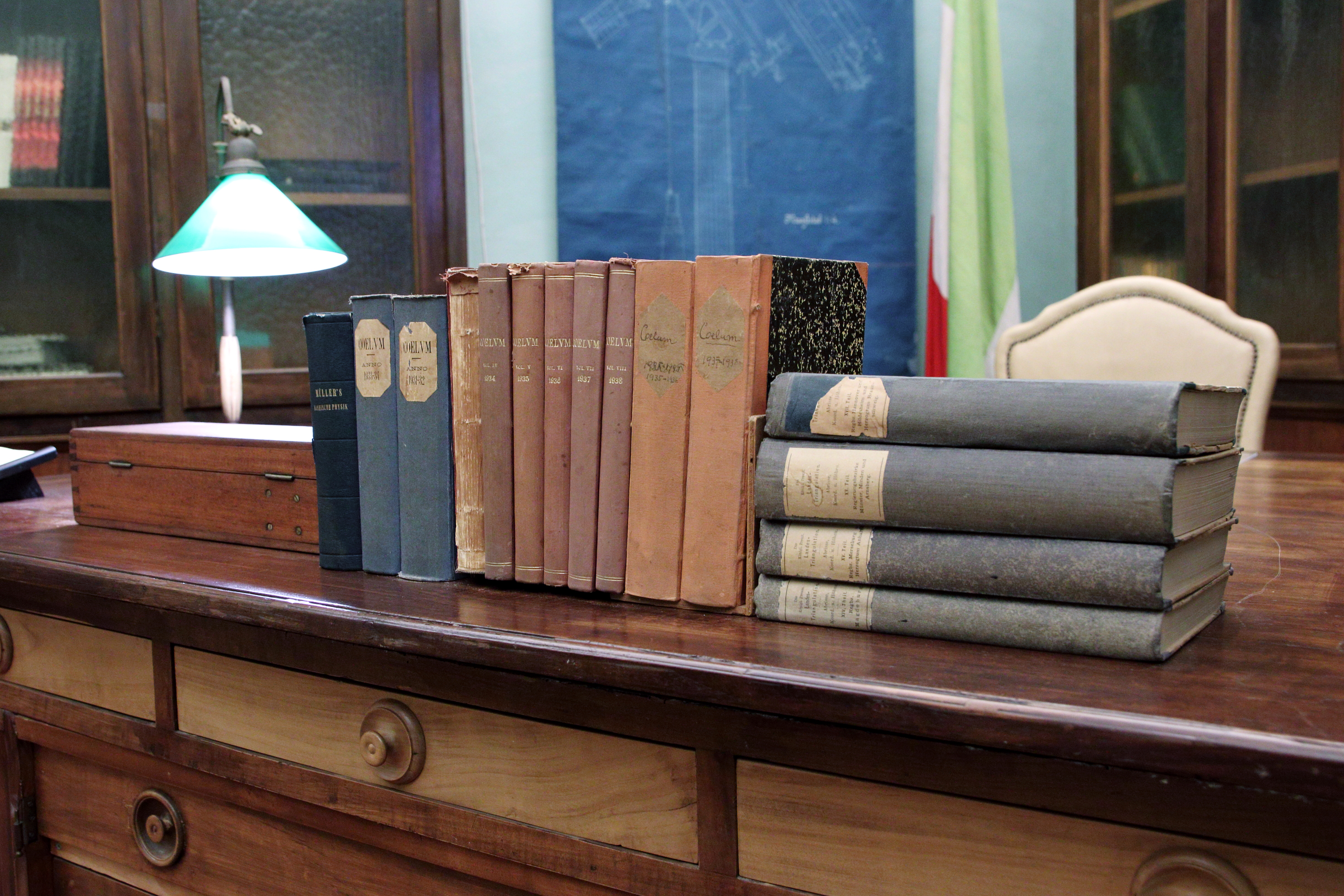
Collezione della rivista al Museo della Specola di Bologna

Coelum è stata una rivista italiana di Astronomia. Fondata dall'astronomo prof. Guido Horn D'Arturo, fu edita dal 1931 al 1986 dall'Osservatorio Astronomico di Bologna.
La rivista Coelum ebbe una vastissima diffusione non solo in Italia ‒ arrivò ad oltre quattromila abbonati ‒ e continuò ad essere pubblicata dall’Istituto di Astronomia, poi Dipartimento, dell’Università di Bologna, dopo la morte di Horn d’Arturo, fino al 1986.
Probabilmente l'iniziativa di Coelum ispirò l'anno dopo la pubblicazione di un'altra rivista astronomica, gli Astri, di Roma, che aveva come riferimento l'Associazione Astrofili Italiani (poi mutata in Associazione Italiana Astrofili, e infine Accademia Italiana di Studi Astronomici), rivista che ospitatava anche articoli di illustri astronomi dell'epoca. Ma il maggiore successo di Coelum la portò a cessare le pubblicazioni nel 1935.